# Passiflora
A flor-da-paixão (Passiflora) é um género botânico de cerca de 500 espécies de plantas, pertencente à família Passifloraceae. São, em sua maioria, trepadeiras; algumas são arbustos, e algumas poucas espécies são herbáceas e são mais conhecidas pelo seu fruto, o maracujá.
O gênero Passiflora é originário da América do Sul e tem no Centro-Norte do Brasil, o maior centro de distribuição geográfica. Existem várias espécies no gênero, que também é conhecido popularmente como Maracujá. O Brasil é o maior produtor mundial de maracujá, cultivando cerca de 35.000 ha e produzindo mais de 485 mil toneladas de frutos.
Seu uso principal, está na alimentação humana, na forma de sucos, doces, geléias, sorvetes e licores. Os frutos do maracujazeiro doce são consumidos principalmente ao natural, possuem aroma agradável, baixa acidez, elevados teores de sólidos solúveis totais, alto valor nutritivo, tamanho e aparência externa, o que os torna bem aceitos pelos consumidores.
O suco do maracujá é conhecido pelo seu valor nutricional, como também por seu sabor exótico, muito apreciado, sendo boa fonte de pró-vitamina A, niacina, riboflavina e ácido ascórbico.

## Biologia
A flor da maioria das passifloras decorativas tem uma estrutura única, que requer uma abelha de grande porte para ser efetivamente polinizada. O tamanho e estrutura de flores das diferentes espécies de passiflora são variáveis. Algumas espécies podem ser polinizadas por beija-flores, outras por mamangavas e vespas (do gênero Xylocopa), e, ainda, algumas espécies são auto-polinizantes. A abelha doméstica atrapalha a polinização do maracujazeiro, pois leva o pólen embora e não é suficientemente grande para polinizá-lo. As espécies de passiflora são usadas como alimento pelas larvas de mariposa, Cibyra serta e muitas borboletas Heliconiinae.
Pelo menos uma das espécies é considerada protocarnívora, a Passiflora foetida.
A Passiflora é uma planta originária da América Tropical que precisa de temperaturas elevadas e aclimata-se bem somente em Regiões Temperadas. Suas flores lembram os instrumentos utilizados na crucificação de Cristo, por esse motivo é conhecida em outros idiomas por Flor-da-paixão.

## Utilizações
No século XVI os espanhóis surpreenderam-se com a beleza desta trepadeira exótica, as cores de suas flores variam do branco ao lilás-pálido.
Os índios faziam uma cataplasma com as folhas da planta para acelerar a cicatrização de contusões.
Na Primeira Guerra Mundial o maracujá foi utilizado como ajuda no tratamento de angústia própria de guerra.[carece de fontes?]
O extrato de maracujá (Passiflora incarnata), é indicado no tratamento de insônia, irritação, agitação e impaciência nervosa.[carece de fontes?]
É usada com efeito ornamental e é rica em vitamina C.
As folhas e raízes do maracujazeiro possuem a maracujina, a passiflorina e calmofilase, e princípios farmacêuticos muito utilizados como sedativos, antiespamódicos, anti-inflamatório, depurativos e suas sementes atuam como vermífucos. [carece de fontes?]

## Espécies
O gênero Passiflora possui 513 espécies reconhecidas atualmente.
- Passiflora actinia Hook.
- Passiflora acuminata DC.
- Passiflora adenophylla Mast.
- Passiflora adenopoda DC.
- Passiflora adulterina L. f.
- Passiflora affinis Engelm.
- Passiflora aimae Annonay & Feuillet
- Passiflora alata Curtis
- Passiflora allantophylla Mast. ex Donn.Sm.
- Passiflora allardii Lynch
- Passiflora alliacea Barb. Rodr.
- Passiflora alnifolia Kunth
- Passiflora altebilobata Hemsl.
- Passiflora amabilis Hook.
- Passiflora amalocarpa Barb. Rodr.
- Passiflora amazonica L.K. Escobar
- Passiflora ambigua Hemsl.
- Passiflora amethystina J.C.Mikan
- Passiflora amicorum Wurdack
- Passiflora amoena L.K. Escobar
- Passiflora ampullacea (Mast.) Harms
- Passiflora anadenia Urb.
- Passiflora anastomosans (Lamb. ex DC.) Killip
- Passiflora andersonii DC.
- Passiflora andina Killip
- Passiflora andreana Mast.
- Passiflora anfracta Mast & André
- Passiflora angusta Feuillet & J.M.MacDougal
- Passiflora antioquiensis H. Karst.
- Passiflora apetala Killip
- Passiflora apoda Harms
- Passiflora araguensis L.K.Escobar
- Passiflora araujoi Sacco
- Passiflora arbelaezii L. Uribe
- Passiflora arborea Spreng.
- Passiflora arida (Mast. & Rose) Killip
- Passiflora aristulata Mast.
- Passiflora arizonica (Killip) D.H. Goldman
- Passiflora ascidia Feuillet
- Passiflora auriculata Kunth
- Passiflora bahamensis Britton
- Passiflora bahiensis Klotzsch
- Passiflora balbis Feuillet
- Passiflora barclayi (Seem.) Mast.
- Passiflora baueri (Lindl.) Mast.
- Passiflora bauhiniifolia Kunth
- Passiflora belotii Pépin
- Passiflora berteroana Balb. ex DC.
- Passiflora bicornis Mill.
- Passiflora bicrura Urb.
- Passiflora bicuspidata (H.Karst.) Mast.
- Passiflora biflora Lam.
- Passiflora bilobata Juss.
- Passiflora boenderi J.M. MacDougal
- Passiflora bogotensis Benth.
- Passiflora boticarioana Cervi
- Passiflora brachyantha L.K. Escobar
- Passiflora bracteosa Planch. & Linden ex Triana & Planch.
- Passiflora brevifila Killip
- Passiflora bryonioides Kunth
- Passiflora bucaramangensis Killip
- Passiflora buchtienii Killip
- Passiflora caerulea L.
- Passiflora campanulata Mast.
- Passiflora candida (Poepp. & Endl.) Mast.
- Passiflora candollei Triana & Planch.
- Passiflora canescens Killip
- Passiflora capparidifolia Killip
- Passiflora capsularis L.
- Passiflora cardonae Killip
- Passiflora castellanosii Sacco
- Passiflora catharinensis Sacco
- Passiflora cauliflora Harms
- Passiflora cerasina Annonay & Feuillet
- Passiflora ceratocarpa F. Silveira
- Passiflora cervii M.L. Milward de Azevedo
- Passiflora chaparensis R. Vásquez
- Passiflora chelidonea Mast.
- Passiflora chlorina L.K. Escobar
- Passiflora chocoensis G. Gerlach & Ulmer
- Passiflora choconiana S. Watson
- Passiflora chrysophylla Chodat
- Passiflora chrysosepala Schwerdtf.
- Passiflora ciliata Aiton
- Passiflora cincinnata Mast.
- Passiflora cinnabarina Lindl.
- Passiflora cirrhiflora Juss.
- Passiflora cirrhipes Killip
- Passiflora cissampeloides J.M.MacDougal
- Passiflora citrifolia Salisb.
- Passiflora citrina J.M.MacDougal
- Passiflora clathrata Mast.
- Passiflora clypeophylla Mast.
- Passiflora coactilis (Mast.) Killip
- Passiflora cobanensis Killip
- Passiflora coccinea Aubl.
- Passiflora cochinchinensis Spreng.
- Passiflora colimensis Mast. & Rose
- Passiflora colinvauxii Wiggins
- Passiflora colombiana L.K. Escobar
- Passiflora compar Feuillet
- Passiflora contracta Vitta
- Passiflora conzattiana Killip
- Passiflora cookii Killip
- Passiflora cordistipula Cervi
- Passiflora coriacea Juss.
- Passiflora cornuta Mast.
- Passiflora costaricensis Killip
- Passiflora costata Mast.
- Passiflora crassifolia Killip
- Passiflora cremastantha Harms
- Passiflora crenata Feuillet & Cremers
- Passiflora crispolanata L. Uribe
- Passiflora cryptopetala Hoehne
- Passiflora cuatrecasasii Killip
- Passiflora cubensis Urb.
- Passiflora cumbalensis (H. Karst.) Harms
- Passiflora cuneata Willd.
- Passiflora cupiformis Mast.
- Passiflora cupraea L.
- Passiflora cuspidifolia Harms
- Passiflora cuzcoensis Killip
- Passiflora cyanea Mast.
- Passiflora dalechampioides Killip
- Passiflora dasyadenia Urb.
- Passiflora dawei Killip
- Passiflora deficiens Mast.
- Passiflora deidamioides Harms
- Passiflora deltoifolia Holm-Niels. & Lawesson
- Passiflora dictamo DC.
- Passiflora dioscoreifolia Killip
- Passiflora discophora P. Jørg. & Lawesson
- Passiflora dispar Killip
- Passiflora dolichocarpa Killip
- Passiflora eberhardtii Gagnep.
- Passiflora edmundoi Sacco
- Passiflora edulis Sims
- Passiflora eggersii Harms
- Passiflora eglandulosa J.M.MacDougal
- Passiflora eichleriana Mast.
- Passiflora ekmanii Killip & Urb.
- Passiflora elegans Mast.
- Passiflora elliptica Gardner
- Passiflora emarginata Bonpl.
- Passiflora engleriana Harms
- Passiflora ernestii Harms
- Passiflora erythrophylla Mast.
- Passiflora escobariana J.M. MacDougal
- Passiflora eueidipabulum S. Knapp & Mallet
- Passiflora exoperculata Mast.
- Passiflora exsudans Zucc.
- Passiflora exura Feuillet
- Passiflora fanchonae Feuillet
- Passiflora farneyi Pessoa & Cervi
- Passiflora faroana Harms
- Passiflora fernandezii L.K. Escobar
- Passiflora ferruginea Mast.
- Passiflora filamentosa Cav.
- Passiflora filipes Benth.
- Passiflora fimbriatistipula Harms
- Passiflora flexipes Triana & Planch.
- Passiflora foetida L.
- Passiflora frutescens Ruiz & Pav. ex Killip
- Passiflora fruticosa Killip
- Passiflora fuchsiiflora Hemsl.
- Passiflora galbana Mast.
- Passiflora garckei Mast.
- Passiflora gardneri Mast.
- Passiflora gibertii N.E. Br.
- Passiflora gilbertiana J.M. MacDougal
- Passiflora glaberrima (Juss.) Poir.
- Passiflora glandulosa Cav.
- Passiflora glaucescens Killip
- Passiflora gleasonii Killip
- Passiflora goniosperma Killip
- Passiflora gracilens (A. Gray) Harms
- Passiflora gracilis J.Jacq. ex Link
- Passiflora gracillima Killip
- Passiflora grandis Killip
- Passiflora gritensis H.Karst.
- Passiflora guazumaefolia Juss.
- Passiflora guazumifolia Jacq.
- Passiflora guedesii Huber
- Passiflora guentheri Harms
- Passiflora haematostigma Mart. ex Mast.
- Passiflora hahnii (E.Fourn.) Mast.
- Passiflora harlingii Holm-Niels.
- Passiflora hastifolia Killip
- Passiflora hatschbachii Cervi
- Passiflora haughtii Killip
- Passiflora helleri Peyr.
- Passiflora henryi Hemsl.
- Passiflora heterohelix Killip
- Passiflora hexagonocarpa Barb. Rodr.
- Passiflora hirtiflora P. Jørg. & Holm-Niels.
- Passiflora holosericea L.
- Passiflora holtii Killip
- Passiflora huamachucoensis L.K. Escobar
- Passiflora hyacinthiflora Planch. & Linden ex Triana & Planch.
- Passiflora hypoglauca Harms
- Passiflora ichthyura Mast.
- Passiflora imbeana Sacco
- Passiflora inca P. Jørg.
- Passiflora indecora Kunth
- Passiflora insignis (Mast.) Hook.f.
- Passiflora inundata Ducke
- Passiflora involucrata (Mast.) A.H. Gentry
- Passiflora ischnoclada Harms
- Passiflora jamesonii (Mast.) Bailey
- Passiflora jatunsachensis Schwerdtf.
- Passiflora jianfengensis S.M. Hwang & Q. Huang
- Passiflora jiboiaensis M.L. Milward de Azevedo
- Passiflora jilekii Wawra
- Passiflora jorullensis Kunth
- Passiflora jugorum W.W. Sm.
- Passiflora juliana J.M. MacDougal
- Passiflora kalbreyeri Mast.
- Passiflora karwinskii Mast.
- Passiflora kawensis Feuillet
- Passiflora kermesina Link & Otto
- Passiflora killipiana Cuatrec.
- Passiflora kwangtungensis Merr.
- Passiflora lanata (Juss.) Poir.
- Passiflora lancearia Mast.
- Passiflora lanceolata (Mast.) Harms
- Passiflora lancetillensis J.M.MacDougal
- Passiflora lancifolia Desv. ex Ham.
- Passiflora laurifolia L.
- Passiflora lehmannii Mast.
- Passiflora lepidota Mast.
- Passiflora leptoclada Harms
- Passiflora leptomischa Harms
- Passiflora leptopoda Harms
- Passiflora ligularis Juss.
- Passiflora linda Panero
- Passiflora lindeniana Planch.
- Passiflora linearistipula L.K. Escobar
- Passiflora lobata (Killip) Hutch. ex J.M.MacDougal
- Passiflora lobbii Mast.
- Passiflora loefgrenii Vitta
- Passiflora longicuspis Vanderpl. & S.E.Vanderpl.
- Passiflora longilobis Hoehne
- Passiflora longipes Juss.
- Passiflora longiracemosa Ducke
- Passiflora loretensis Killip
- Passiflora loxensis Killip & Cuatrec.
- Passiflora luetzelburgii Harms
- Passiflora lutea L.
- Passiflora luzmarina P. Jørg.
- Passiflora lyra Planch. & Linden ex Killip
- Passiflora macdougaliana S. Knapp & Mallet
- Passiflora macrophylla Spruce ex Mast.
- Passiflora macropoda Killip
- Passiflora maculata Scan. ex Colla
- Passiflora madidiana P. Jørg., Cayola & A. Araujo
- Passiflora magdalenae Triana & Planch.
- Passiflora maguirei Killip
- Passiflora malacophylla Mast.
- Passiflora maliformis L.
- Passiflora malletii J.M. MacDougal
- Passiflora manantlanensis J.M. MacDougal
- Passiflora mandonii (Mast.) Killip
- Passiflora manicata (Juss.) Pers.
- Passiflora mansoi (Mart.) Mast.
- Passiflora mapiriensis Harms
- Passiflora margaritae Sacco
- Passiflora marginata Mast.
- Passiflora mathewsii (Mast.) Killip
- Passiflora mayarum J.M. MacDougal
- Passiflora mcvaughiana J.M. MacDougal
- Passiflora membranacea Benth.
- Passiflora mendoncaei Harms
- Passiflora menispermacea Triana & Planch.
- Passiflora menispermifolia Kunth
- Passiflora mexicana Juss.
- Passiflora micrantha Killip
- Passiflora micropetala Mart. ex Mast.
- Passiflora microstipula L.E. Gilbert & J.M. MacDougal
- Passiflora miersii Mart.
- Passiflora miniata Vanderpl.
- Passiflora misera Kunth
- Passiflora mixta L.f.
- Passiflora mollis Kunth
- Passiflora mollissima (Kunth) L.H.Bailey
- Passiflora moluccana Reinw. ex Blume
- Passiflora monadelpha P. Jørg. & Holm-Niels.
- Passiflora montana (Barb. Rodr.) Harms
- Passiflora mooreana Hook. f.
- Passiflora morifolia Mast.
- Passiflora mucronata Lam.
- Passiflora mucugeana T.S. Nunes & L.P. Queiroz
- Passiflora muelleriana (Regel) Mast.
- Passiflora multiflora L.
- Passiflora multiformis Jacq.
- Passiflora murucuja L.
- Passiflora mutisii Killip
- Passiflora nelsonii Mast. & Rose
- Passiflora nephrodes Mast.
- Passiflora nigradenia Rusby
- Passiflora nipensis Britton
- Passiflora nitida Kunth
- Passiflora nubicola J.M. MacDougal
- Passiflora nuriensis Steyerm.
- Passiflora oaxacensis J.M. MacDougal
- Passiflora oblongata Sw.
- Passiflora obovata Killip
- Passiflora obtusifolia Sessé & Moc.
- Passiflora obtusiloba Mast.
- Passiflora ocanensis Planch. & Linden
- Passiflora oerstedii Mast.
- Passiflora orbiculata Cav.
- Passiflora organensis Gardner
- Passiflora ornithoura Mast.
- Passiflora ovalis Vell. ex M. Roem.
- Passiflora ovata DC.
- Passiflora pachyantha Killip
- Passiflora palenquensis Holm-Niels. & Lawesson
- Passiflora pallens Poepp. ex Mast.
- Passiflora palmatisecta Mast.
- Passiflora palmeri Rose
- Passiflora pamplonensis Planch. & Linden ex Triana & Planch.
- Passiflora panamensis Killip
- Passiflora papilio H.L. Li
- Passiflora pardifolia Vanderpl.
- Passiflora parritae (Mast.) L.H. Bailey
- Passiflora parvifolia (DC.) Harms
- Passiflora pascoensis L.K. Escobar
- Passiflora pavonis Mast.
- Passiflora pectinata Griseb.
- Passiflora pedata L.
- Passiflora pedicellaris J.M. MacDougal
- Passiflora peduncularis Cav.
- Passiflora pendens J.M. MacDougal
- Passiflora penduliflora Bertero ex DC.
- Passiflora pennellii Killip
- Passiflora pentagona Mast.
- Passiflora perfoliata L.
- Passiflora pergrandis Holm-Niels. & Lawesson
- Passiflora phaeocaula Killip
- Passiflora phellos Feuillet
- Passiflora picturata Ker Gawl.
- Passiflora pilosa Ruiz & Pav. ex DC.
- Passiflora pilosicorona Sacco
- Passiflora pilosissima Killip
- Passiflora pinnatistipula Cav.
- Passiflora pittieri Mast.
- Passiflora platyloba Killip
- Passiflora plumosa Feuillet & Cremers
- Passiflora podadenia Killip
- Passiflora poeppigii Mast.
- Passiflora pohlii Mast.
- Passiflora popayanensis Killip
- Passiflora popenovii Killip
- Passiflora porphyretica Mast.
- Passiflora prolata Mast.
- Passiflora pterocarpa J.M. MacDougal
- Passiflora puber Planch. & Linden ex Triana & Planch.
- Passiflora punctata L.
- Passiflora purdiei Killip
- Passiflora pusilla J.M. MacDougal
- Passiflora putumayensis Killip
- Passiflora pyrrhantha Harms
- Passiflora quadrangularis L.
- Passiflora quadrifaria R. Vanderpl.
- Passiflora quadriflora Killip
- Passiflora quadriglandulosa Rodschied
- Passiflora quelchii N.E. Br.
- Passiflora quercetorum Killip
- Passiflora quetzal J.M. MacDougal
- Passiflora quindiensis Killip
- Passiflora quinquangularis S. Calderón ex J.M. MacDougal
- Passiflora racemosa Brot.
- Passiflora raimondii Killip
- Passiflora recurva Mast.
- Passiflora reflexiflora Cav.
- Passiflora reitzii Sacco
- Passiflora resticulata Mast. & André
- Passiflora retipetala Mast.
- Passiflora rhamnifolia Mast.
- Passiflora riparia Mart. ex Mast.
- Passiflora rosea (H.Karst.) Killip
- Passiflora roseorum Killip
- Passiflora rotundifolia L.
- Passiflora rovirosae Killip
- Passiflora rubra L.
- Passiflora rubrotincta Killip
- Passiflora rufa Feuillet & J.M.MacDougal
- Passiflora rufostipulata Feuillet
- Passiflora rugosa (Mast.) Planch. & Triana
- Passiflora rugosissima Killip
- Passiflora runa L.K. Escobar
- Passiflora rusbyi Mast.
- Passiflora saccoi Cervi
- Passiflora sagasteguii Skrabal & Weigend
- Passiflora sanctae-mariae J.M. MacDougal
- Passiflora sanctaebarbarae Holm-Niels. & P. Jørg.
- Passiflora sandrae J.M. MacDougal
- Passiflora sanguinolenta Mast. & Linden
- Passiflora santiagana (Killip) Borhidi
- Passiflora saulensis Feuillet
- Passiflora saxicola Gontsch.
- Passiflora schlimiana Regel
- Passiflora schultzei Harms
- Passiflora sclerophylla Harms
- Passiflora securiclata Mast.
- Passiflora seemannii Griseb.
- Passiflora semiciliosa Triana & Planch.
- Passiflora serratifolia L.
- Passiflora serratodigitata L.
- Passiflora serrulata Jacq.
- Passiflora setacea DC.
- Passiflora setulosa Killip
- Passiflora sexflora Juss.
- Passiflora sexocellata Schltdl.
- Passiflora shaferi Britton
- Passiflora siamica W. G. Craib
- Passiflora sicyoides Schltdl. & Cham.
- Passiflora sidiifolia M. Roem.
- Passiflora sierrae L.K. Escobar
- Passiflora skiantha Huber
- Passiflora smilacifolia J.M. MacDougal
- Passiflora smithii Killip
- Passiflora sodiroi Harms
- Passiflora solomonii L.K. Escobar
- Passiflora speciosa Gardner
- Passiflora spectabilis Killip
- Passiflora sphaerocarpa Triana & Planch.
- Passiflora spicata Mast.
- Passiflora spinosa (Poepp. & Endl.) Mast.
- Passiflora sprucei Mast.
- Passiflora standleyi Killip
- Passiflora stellata Moritz ex Killip
- Passiflora stenoloba Urb.
- Passiflora stenosepala Killip
- Passiflora stipulata Aubl.
- Passiflora storckii (Seem.) Drake
- Passiflora suberosa L.
- Passiflora subfertilis J.M. MacDougal
- Passiflora sublanceolata (Killip) J.M. MacDougal
- Passiflora subpeltata Ortega
- Passiflora subpurpurea P. Jørg. & Holm-Niels.
- Passiflora subrotunda Mast.
- Passiflora subulata Mast.
- Passiflora swartzii (DC.) Mast.
- Passiflora tacanensis Port.-Utl.
- Passiflora tacsonioides Griseb.
- Passiflora talamancensis Killip
- Passiflora tarapotina Harms
- Passiflora tarminiana Coppens & V.E. Barney
- Passiflora tatei Killip & Rusby
- Passiflora tecta Feuillet
- Passiflora telesiphe S. Knapp & Mallet
- Passiflora tenella Killip
- Passiflora tenuifila Killip
- Passiflora tenuiloba Engelm.
- Passiflora tessmannii Harms
- Passiflora tetradena DC.
- Passiflora tholozanii Sacco
- Passiflora tica Gómez-Laur. & L.D.Gómez
- Passiflora tiliifolia L.
- Passiflora tina R. Boender & Ulmer
- Passiflora tolimana Harms
- Passiflora tonkinensis W.J. de Wilde
- Passiflora transversalis M.L. Milward de Azevedo
- Passiflora trialata Feuillet & J.M. MacDougal
- Passiflora trianae Killip
- Passiflora tribolophylla Harms
- Passiflora trichopoda J.M. MacDougal
- Passiflora tricuspis Mast.
- Passiflora trifasciata Lem.
- Passiflora trifoliata Cav.
- Passiflora triloba Ruiz & Pav. ex DC.
- Passiflora trinervia (Juss.) Poir.
- Passiflora trinifolia Mast.
- Passiflora trintae Sacco
- Passiflora tripartita (Juss.) Poir.
- Passiflora trisecta Mast.
- Passiflora trisetosa DC.
- Passiflora trisulca Mast.
- Passiflora trochlearis P. Jørg.
- Passiflora truncata Regel
- Passiflora truxillensis Planch. & Linden ex Triana & Planch.
- Passiflora tryphostemmatoides Harms
- Passiflora tuberosa Jacq.
- Passiflora tucumanensis Hook.
- Passiflora tulae Urb.
- Passiflora umbilicata (Griseb.) Harms
- Passiflora uncinata J.M. MacDougal
- Passiflora urbaniana Killip
- Passiflora uribei L.K. Escobar
- Passiflora urnifolia Rusby
- Passiflora ursina Killip & Cuatrec.
- Passiflora urubiciensis Cervi
- Passiflora variolata Poepp. & Endl.
- Passiflora vellozii Gardner
- Passiflora venosa Rusby
- Passiflora venusta R. Vásquez & M. Delanoy
- Passiflora veraguasensis J.M. MacDougal
- Passiflora vespertilio L.
- Passiflora vestita Killip
- Passiflora villosa Vell.
- Passiflora viridescens L.K. Escobar
- Passiflora viridiflora Cav.
- Passiflora vitiensis (Seem.) Mast.
- Passiflora vitifolia Kunth
- Passiflora watsoniana Mast.
- Passiflora weberbaueri Harms
- Passiflora weigendii Ulmer & Schwerdtf.
- Passiflora wilsonii Hemsl.
- Passiflora xiikzodz J.M. MacDougal
- Passiflora xishuangbannaensis Krosnick
- Passiflora yucatanensis Killip
- Passiflora zamorana Killip

## Portugal
Em Portugal estão presentes três espécies:
- Passiflora caerulea L. - Presente nos Açores e na Madeira, onde é introduzida
- Passiflora mollissima (Kunth) L.H.Bailey - Presente na Madeira, onde é introduzida
- Passiflora subpeltata Ortega - Presente na Madeira, onde é introduzida

## Classificação do gênero
| Sistema | Classificação                      | Referência               |
| ------- | ---------------------------------- | ------------------------ |
| Linné   | Classe Gynandria, ordem Pentandria | Species plantarum (1753) |

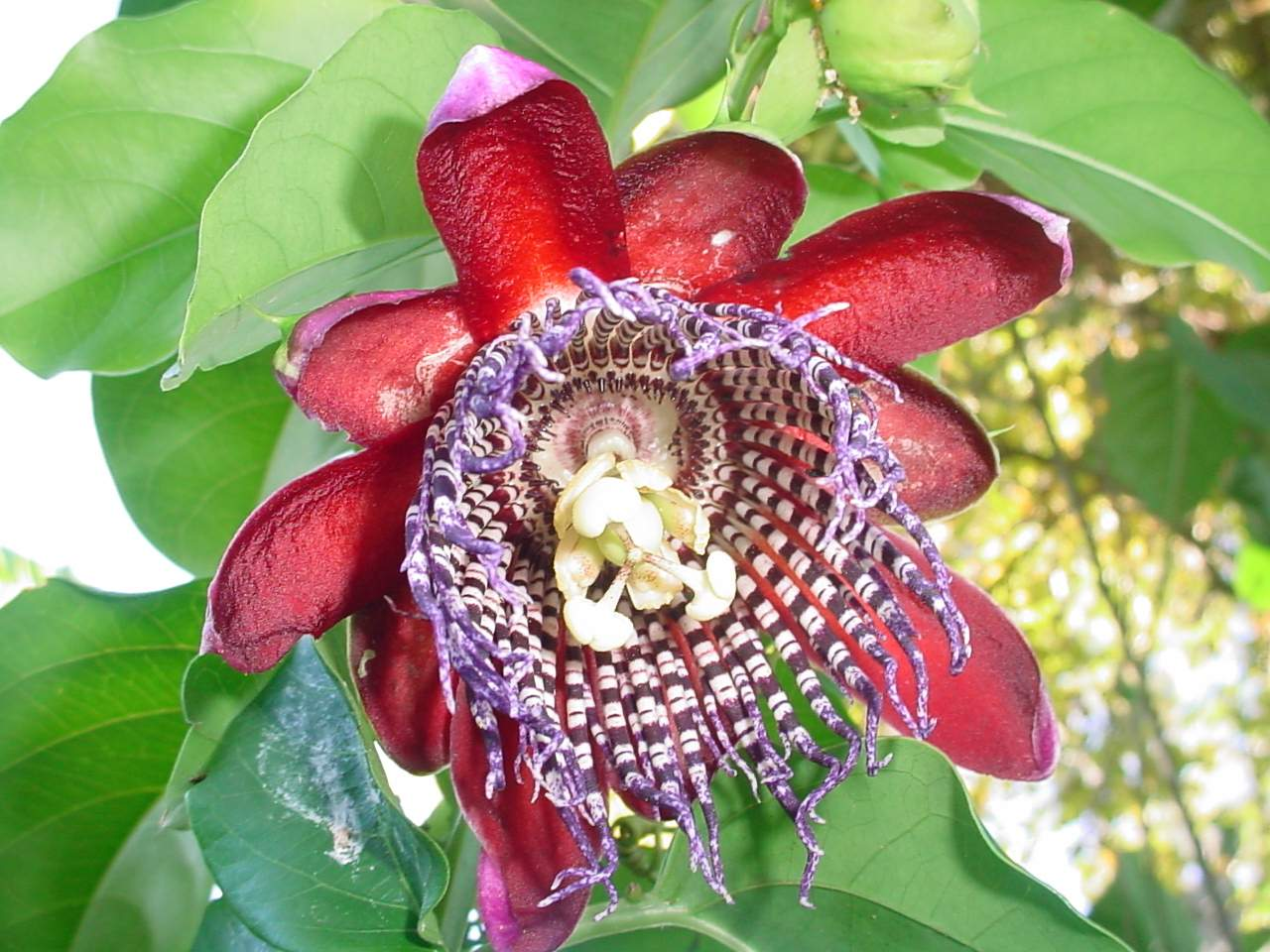
Passiflora alata
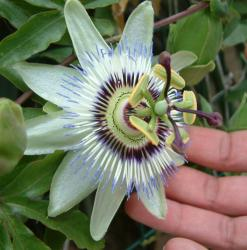
Passiflora cerulea
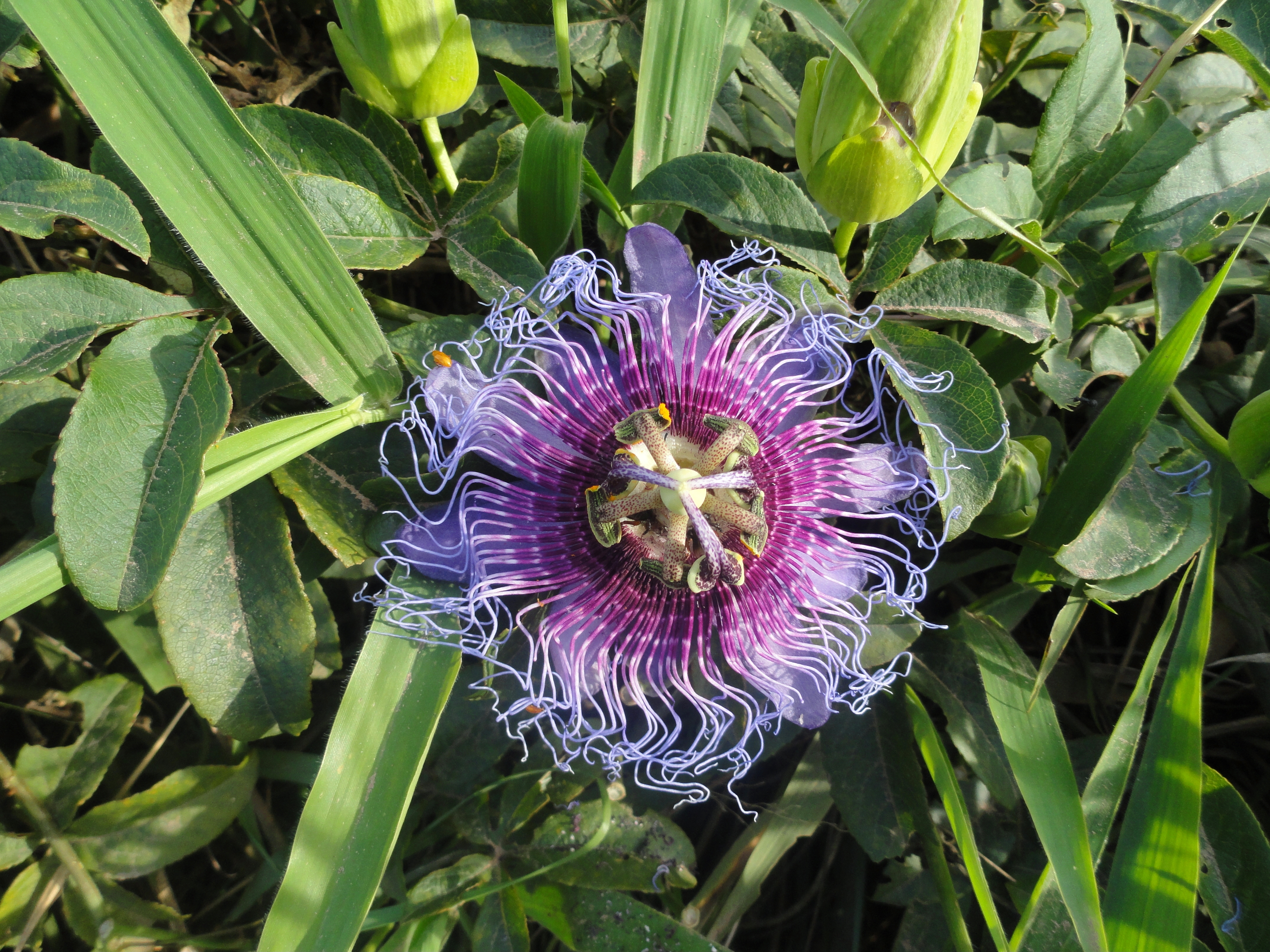
Passiflora cincinnata
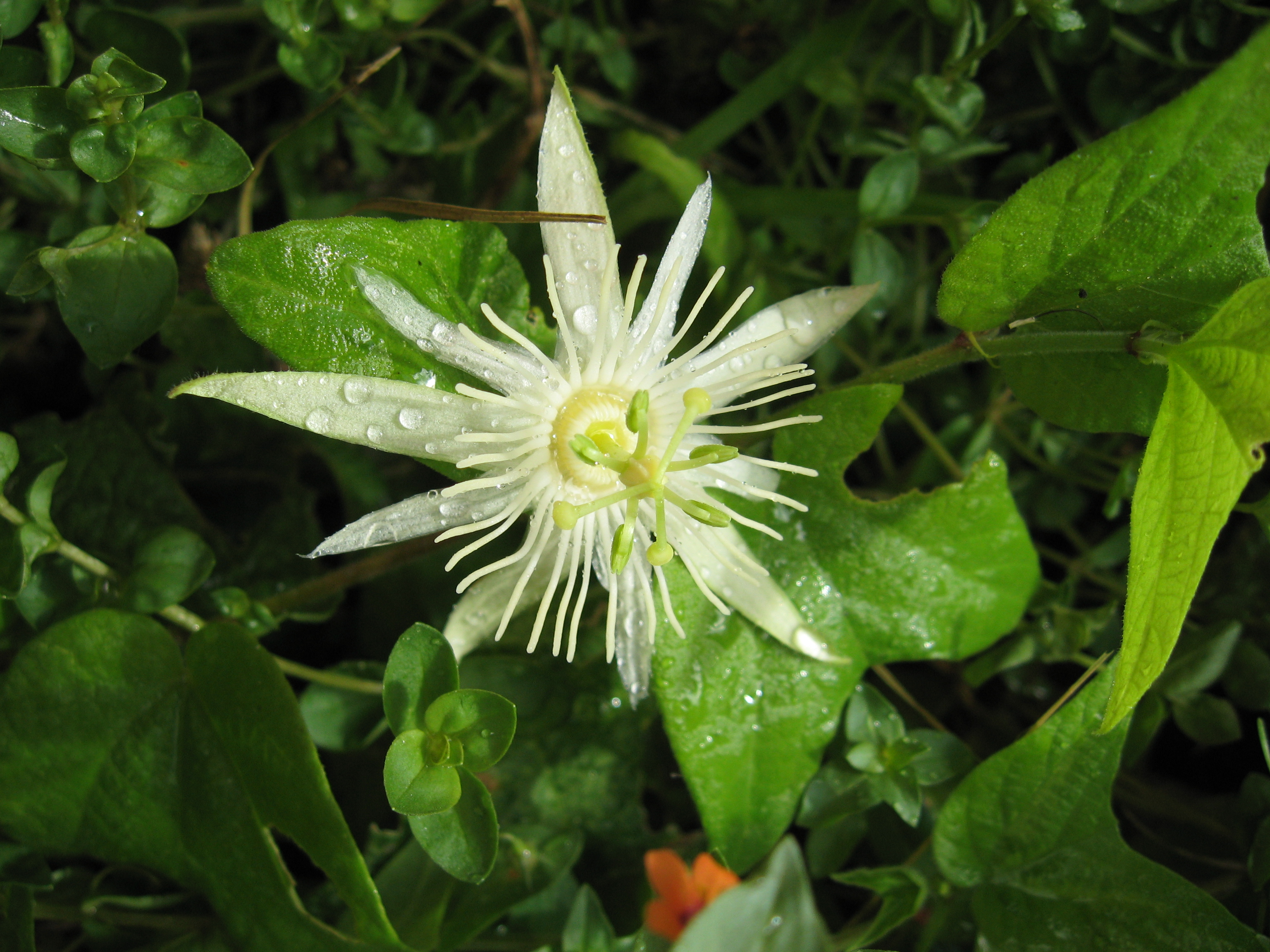
Passiflora capsularis
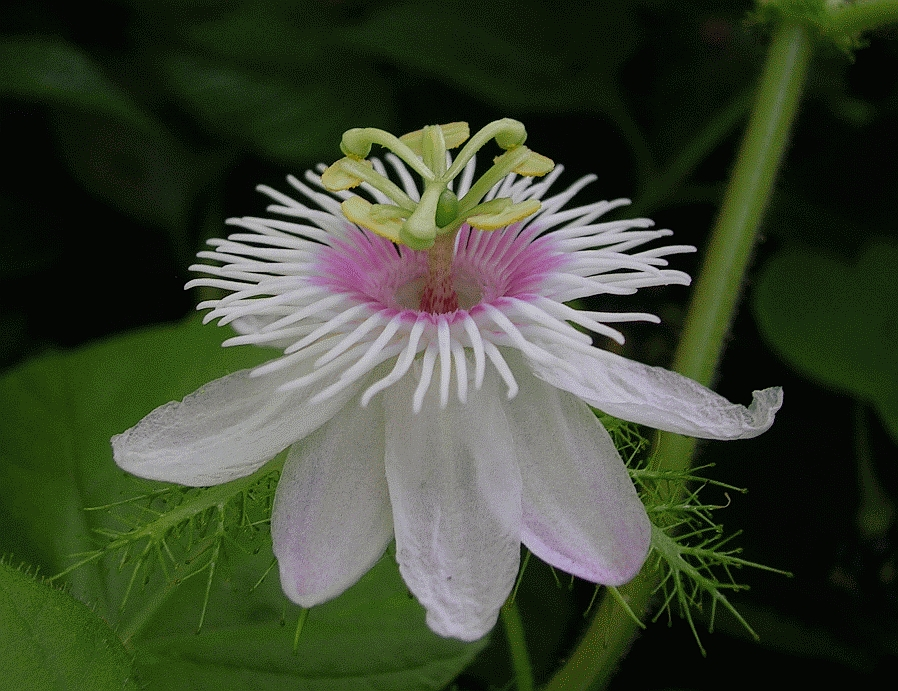
Passiflora foetida
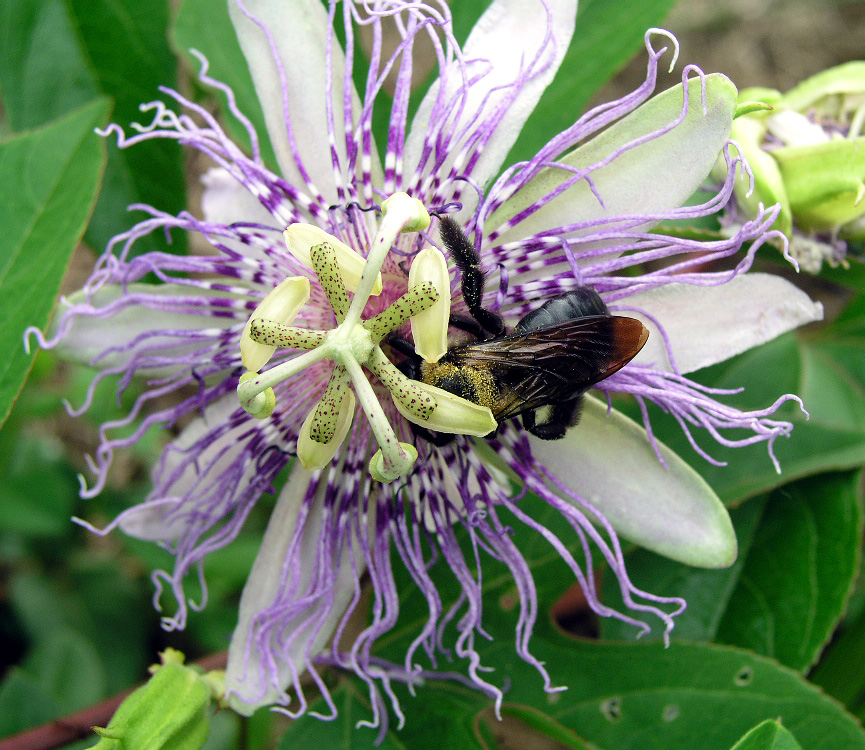
Polinização de Passiflora Incarnata
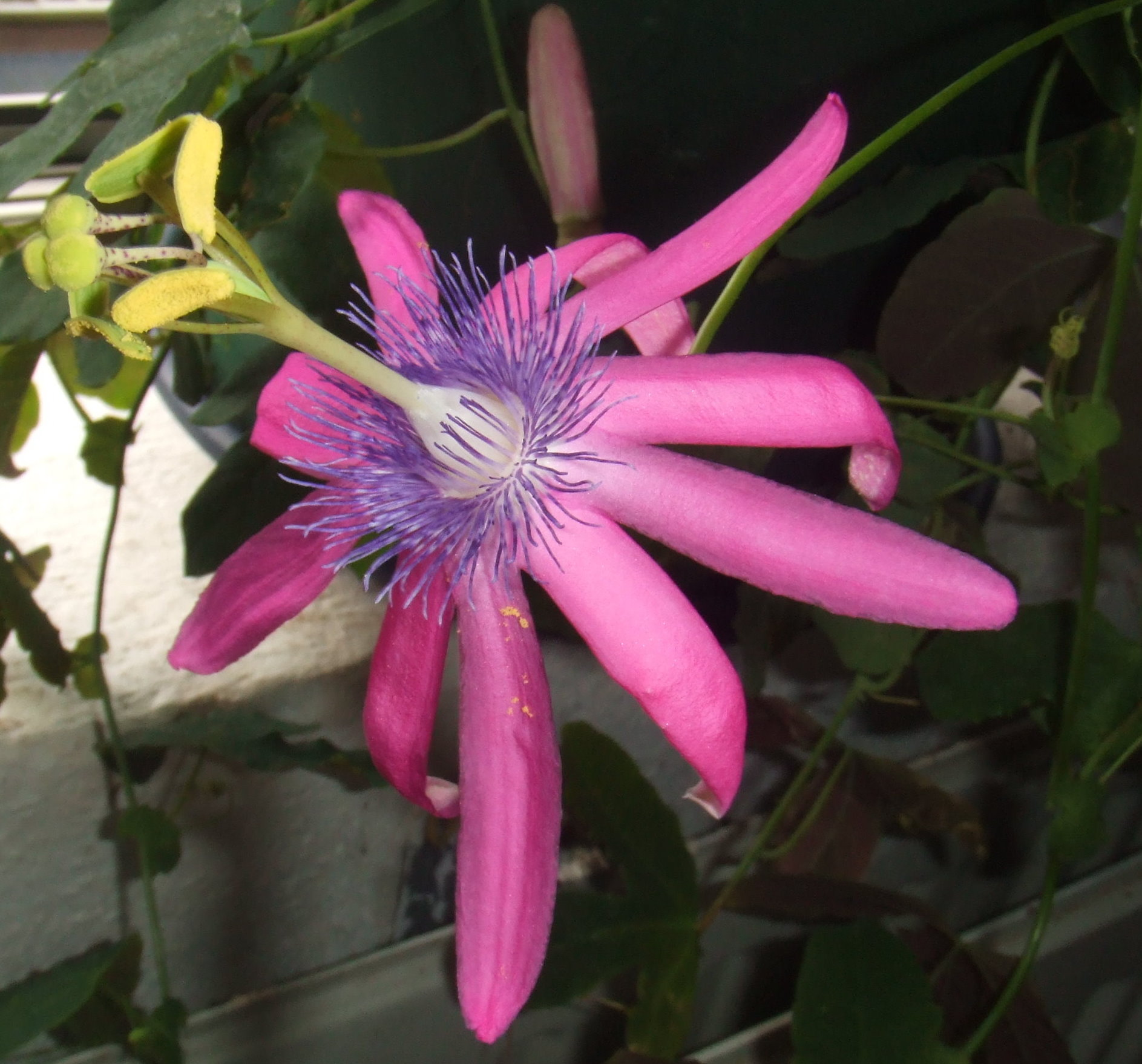
Passiflora kermesina
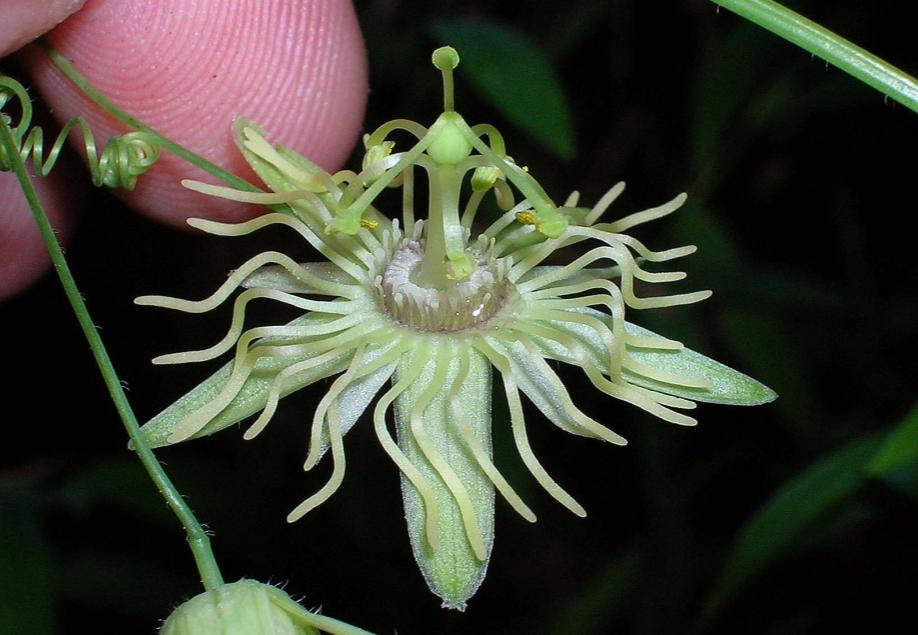
Passiflora lutea
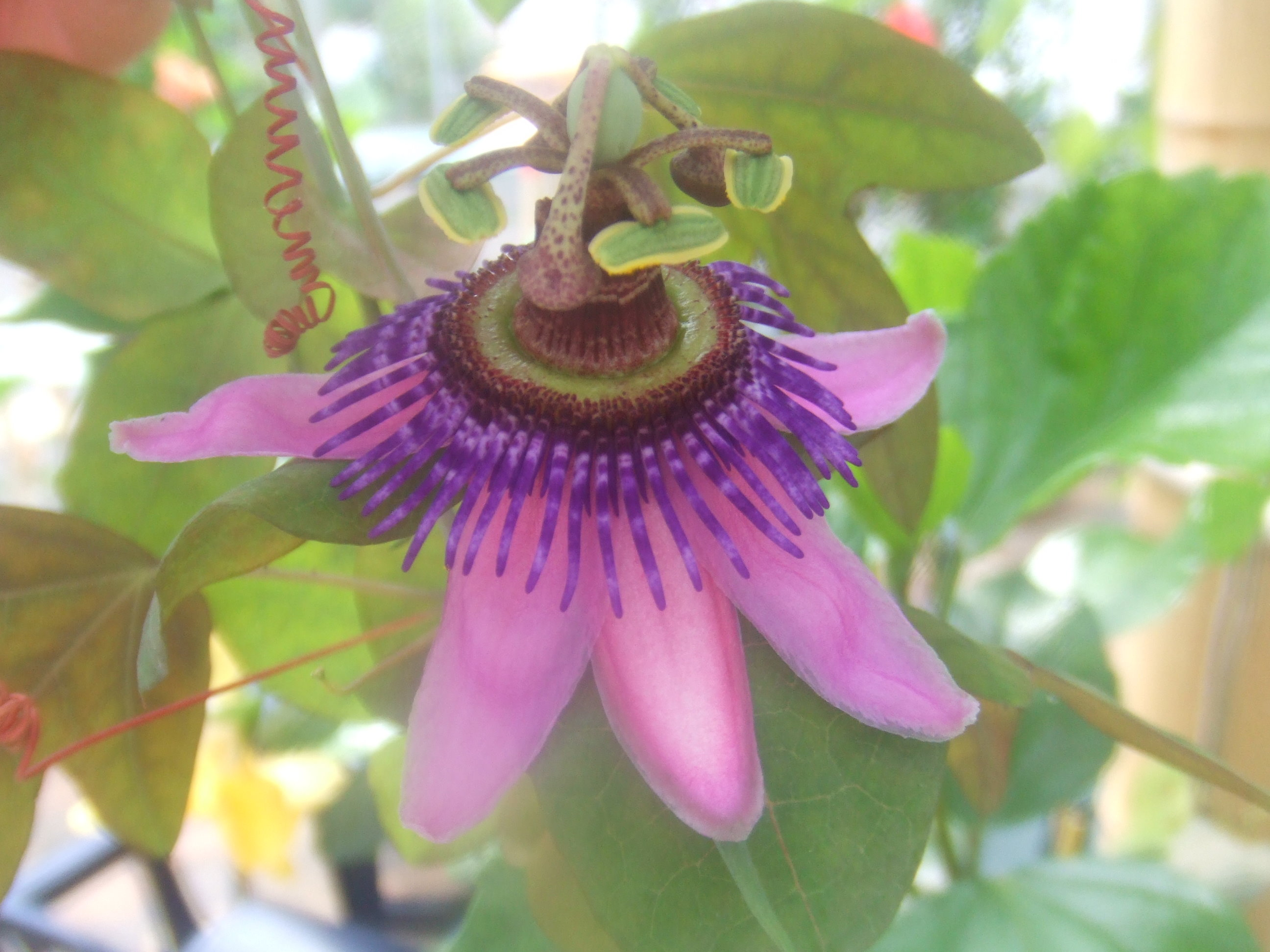
Passiflora picturata
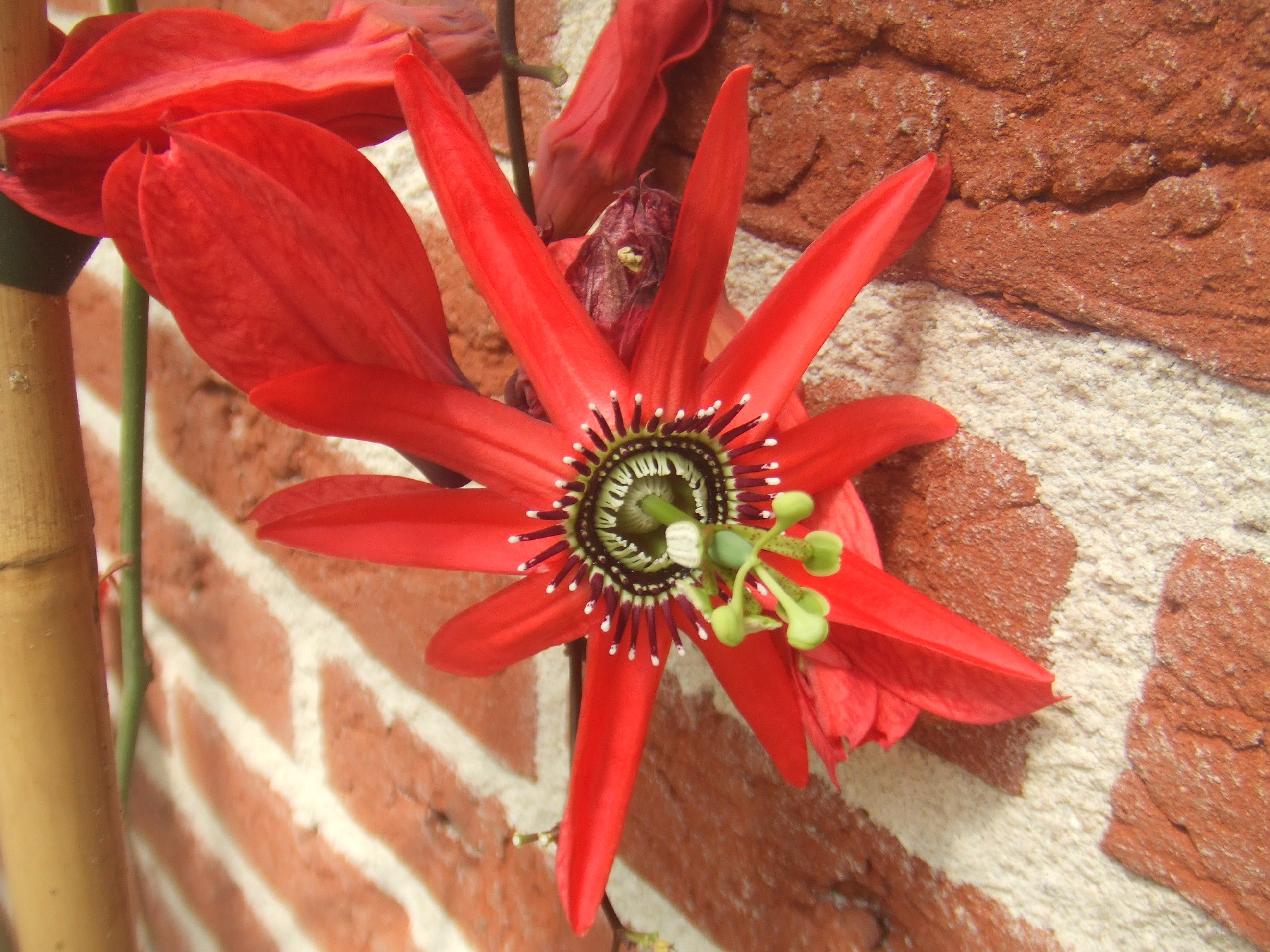
Passiflora racemosa
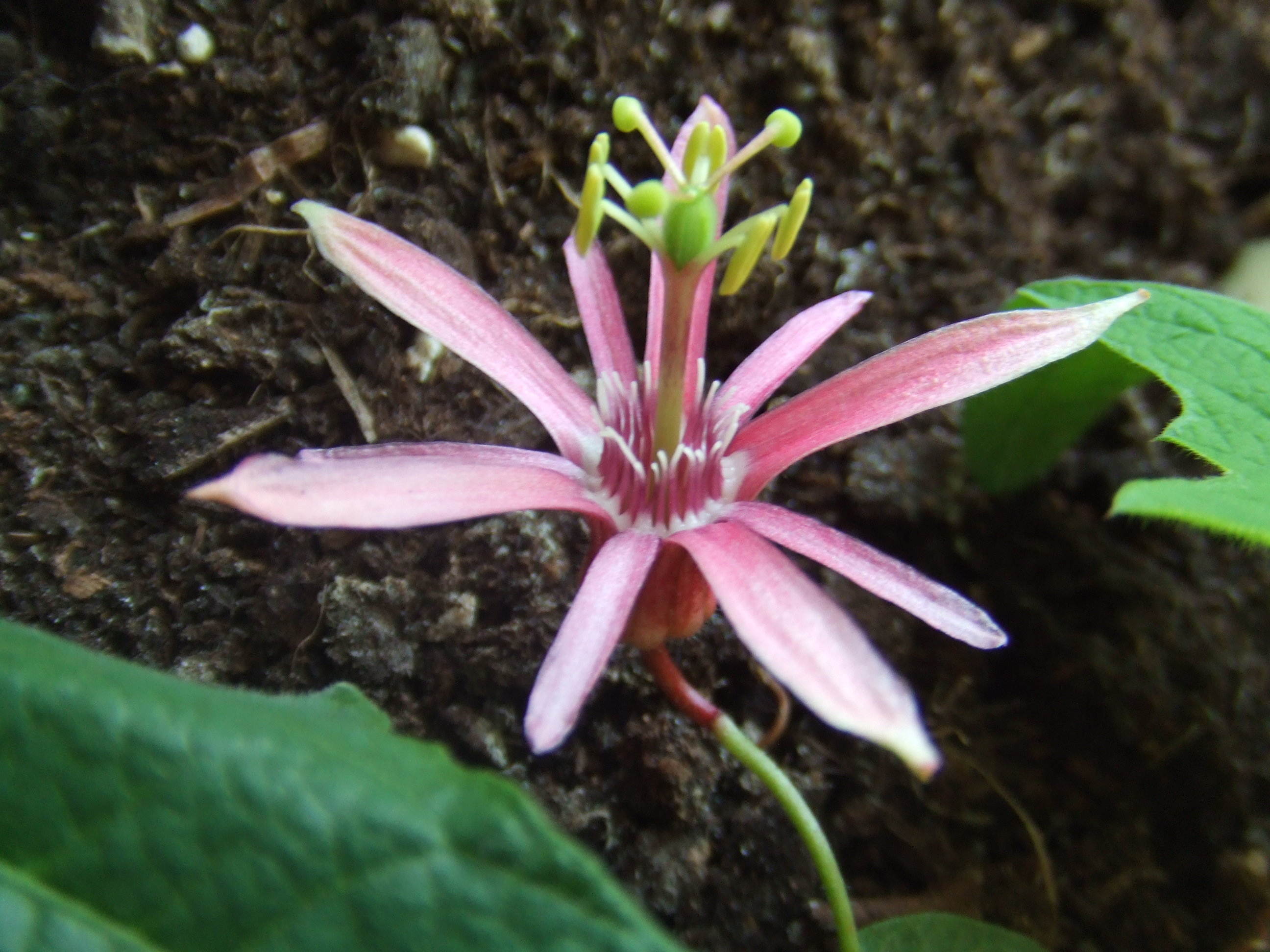
Passiflora sanguinolenta
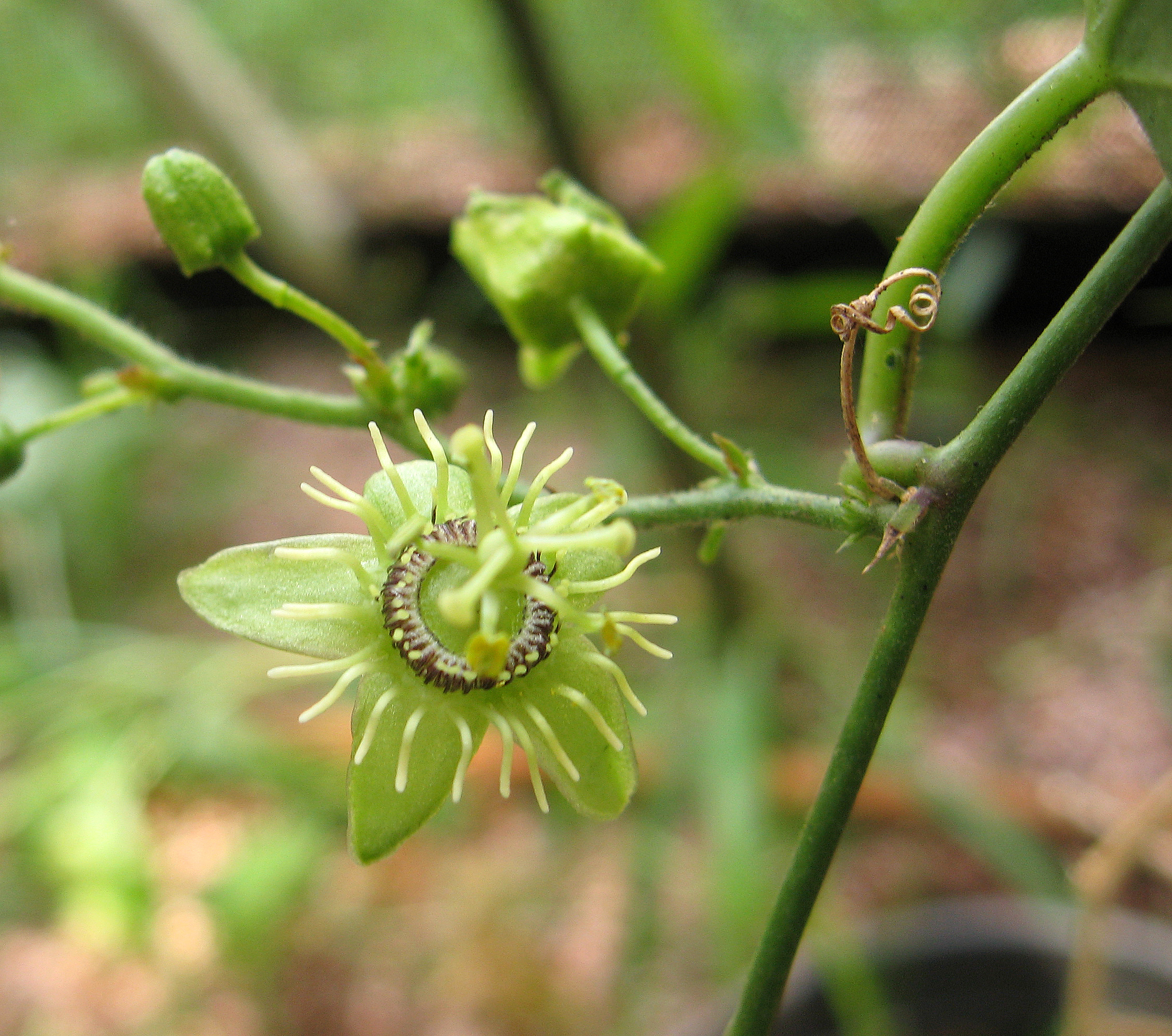
Passiflora suberosa
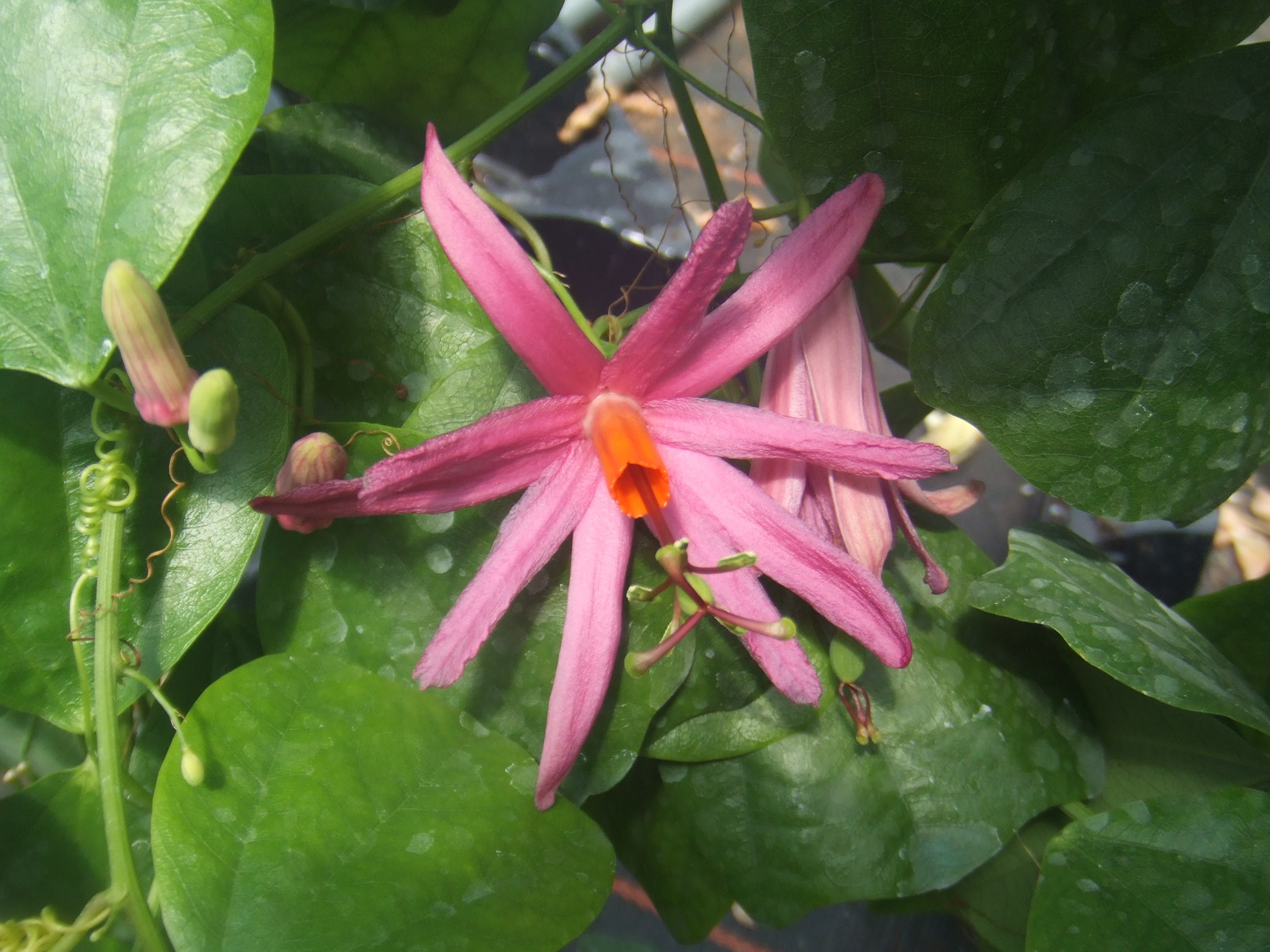
Passiflora tulae
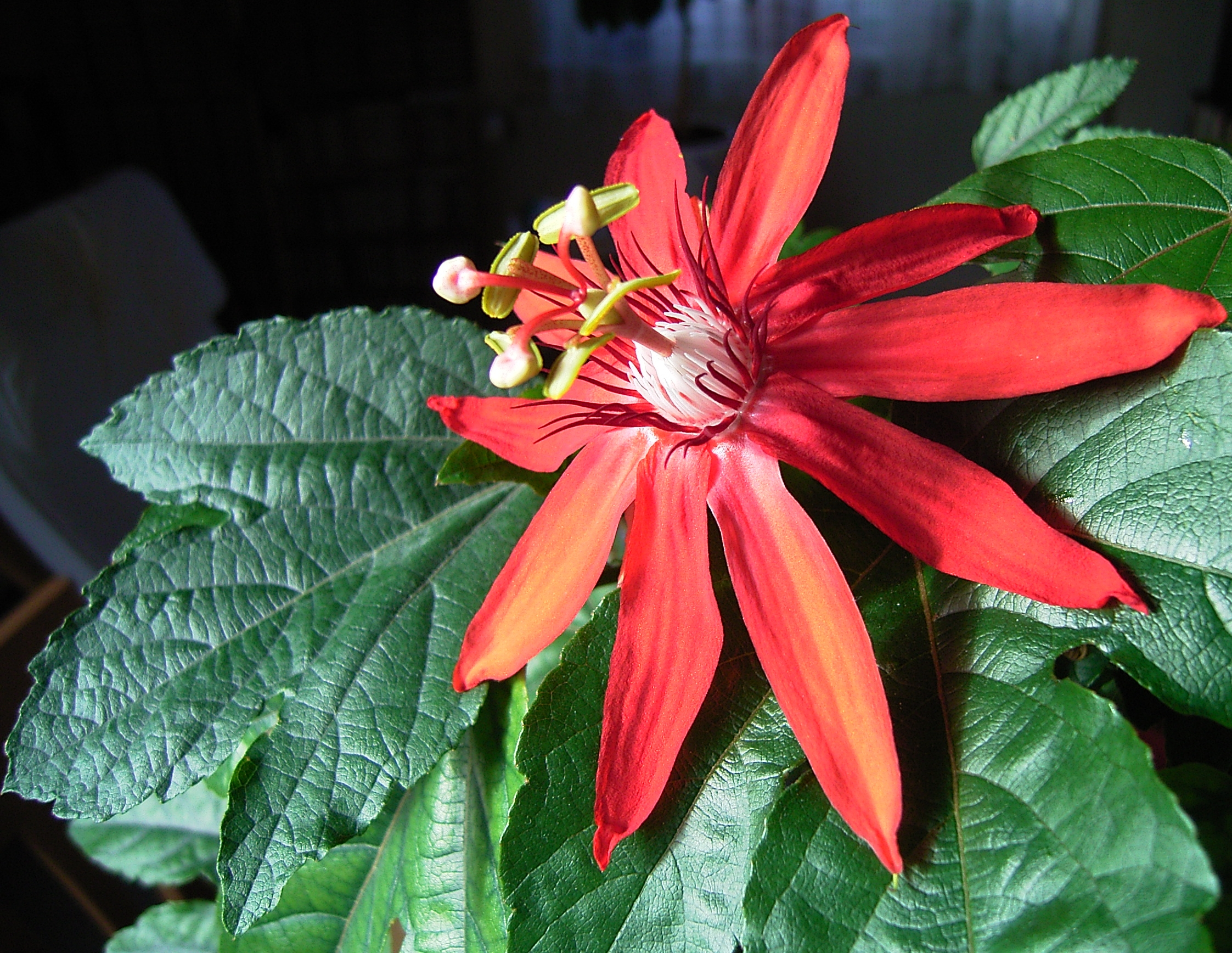
Passiflora vitifolia
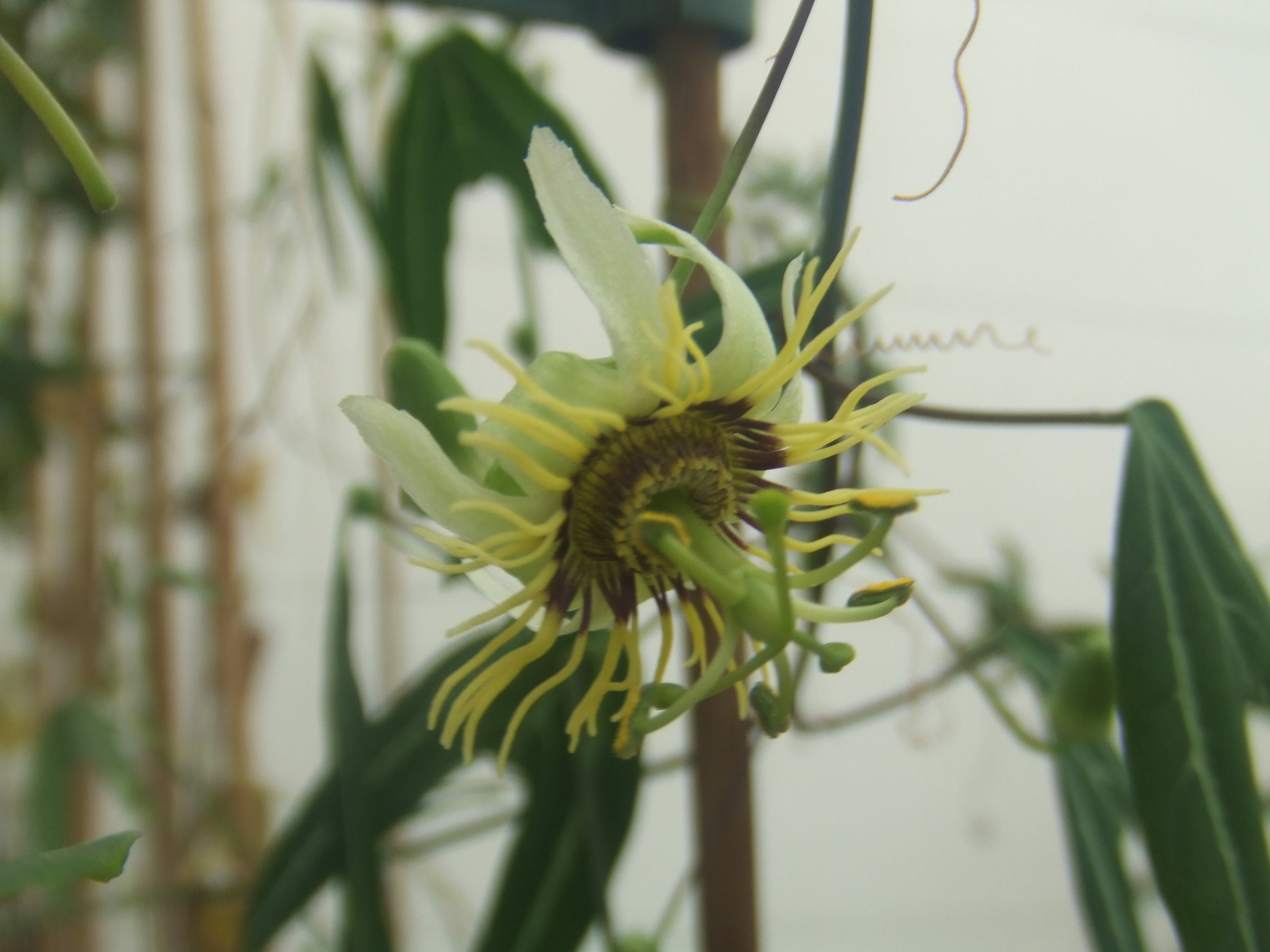
Passiflora xishuangbannaensis